# Wien Praterstern (nádraží)
Wien Praterstern je jedním z důležitých nádraží ve Vídni. Nachází se v 2. vídeňském městském okrese Leopoldstadt. Otevřeno bylo 6. ledna 1838. Stanice má denní frekvenci cestujících asi 80 000 až 110 000 osob. Jde o přestavěné někdejší nejdůležitější nádraží Rakousko-Uherska: Wien Nordbahnhof.

## Poloha
Nádraží leží východně od Donaukanalu v těsné blízkosti historického jádra Vídně. Nyní je uprostřed Tegetthoffova náměstí na konci ulice Praterstrasse. Jeho odstup je na tamní poměry od úplného historického jádra velmi malý a obyvateli Vídně je vnímáno jako nádraží v centru. Nádraží bylo postaveno na pokraji souvislé a husté zástavby samovolně zvětšeného centra, které se rozšířilo přirozenou cestou ještě před stavbou první železnice (před 1836).

## Historie

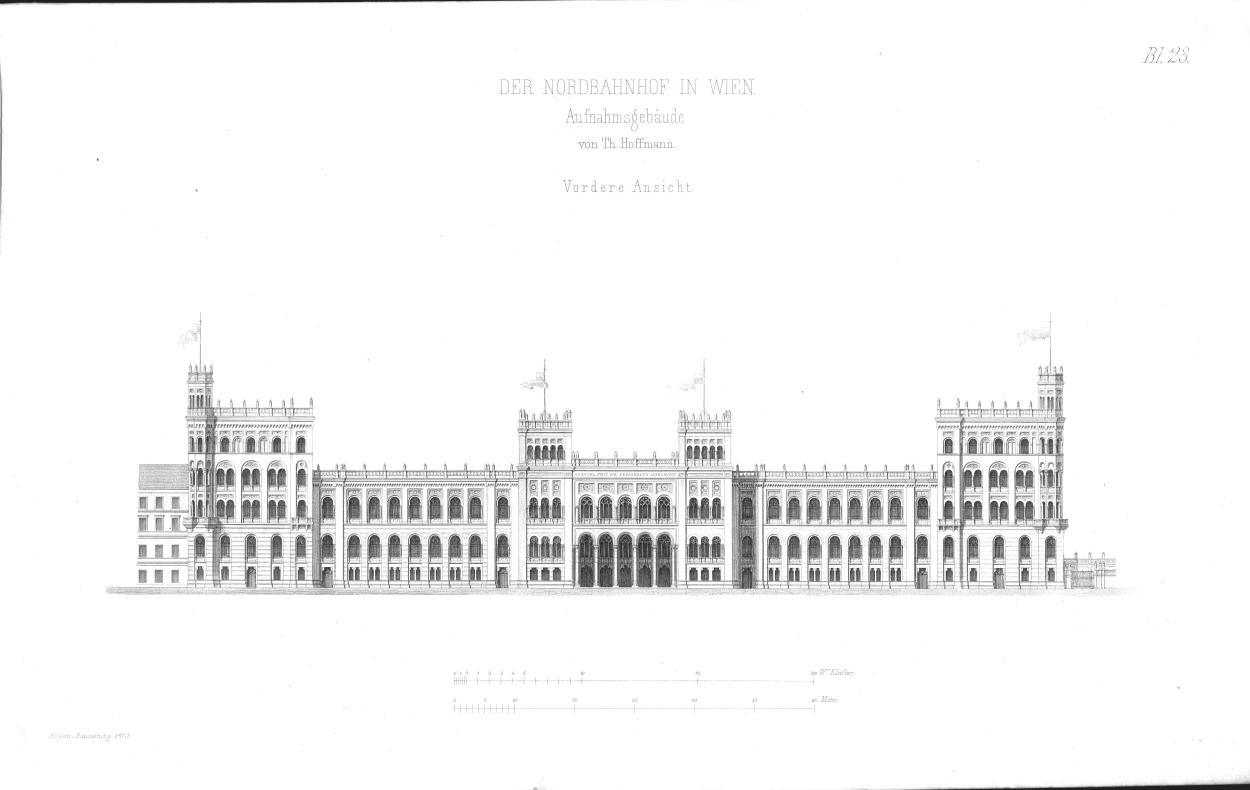
Nádraží Wien Nordbahnhof (Praterstern) návrh T. Hofmanna 1856

Nádraží bylo založeno jako výchozí (počáteční) nádraží chystané soukromé Severní dráhy Ferdinandovy.
Je tedy nejen nejstarším nádražím (pokud jde o polohu) v Rakousku, i nejstarším nádražím ve střední Evropě a náleží do první desítky nejstarších nádraží světa.[zdroj?] Pokud jde o stálost užívání staniční polohy, lze jej počítat k nejstarším nádražím vůbec s nepřerušeným provozem stále na stejném místě.[zdroj?] Až do roku 1918 bylo hlavním nádražím ve Vídni a nejdůležitějším nádražím Předlitavska. Severní dráha Ferdinandova byla chystána již od roku 1830 a v konkrétních přípravách byla od roku 1836. Nádraží bylo postaveno a předáno již v lednu 1837 a uvedeno do ukázkového provozu Wien Nordbahnhof – Floridsdorf – Deutsch-Wagram. 7. července 1839 pak byl zahájen efektivní komerční provoz mezi oběma koncovými nádražími dráhy Vídeň – Brno o délce 144 km – od onoho okamžiku na nějakou dobu nejdelší dráhy s osobním provozem na světě.
V roce 1856 bylo nádraží výrazně přestavěno po stránce konfigurace kolejiště ale zejména výpravních budov, které nádraží opět zařadily mezi nejvýznamnější nádraží světa. Stavba byly vyprojektována na základě vítězného návrhu v soutěži architektem Theodorem Hofmannem. Styl velkorysého souboru těles nádražních budov byla tzv. rakouská „železniční gotika“.
Po roce 1918 výrazně upadl význam do té doby největšího rakouského nádraží a to zejména pro ztrátu severních korunních zemí a s tím souvisejícím úpadkem frekvence spojení do Brna, Olomouce, Ostravy, Krakova, Lvova, Katowic apod. V tomto případě šlo jen o oslabení. Naprostý sestup nastal po roce 1945 a rychlém vzniku železné opony, kdy někdejší provoz prakticky ustal. Nádraží také bylo silným bombardováním téměř zničeno a budovy z 50. let 19. století musely být strženy.
Po roce 2004 nastala na stejném místě principiální přestavba dle návrh vzešlého z architektonicko-dopravní soutěže. Později byla vypsána ještě jedna soutěž na řešení prostoru před nádražím, ve které zvítězil respektovaný architekt Boris Podrecca a která byla posléze realizována.

## Popis nádraží

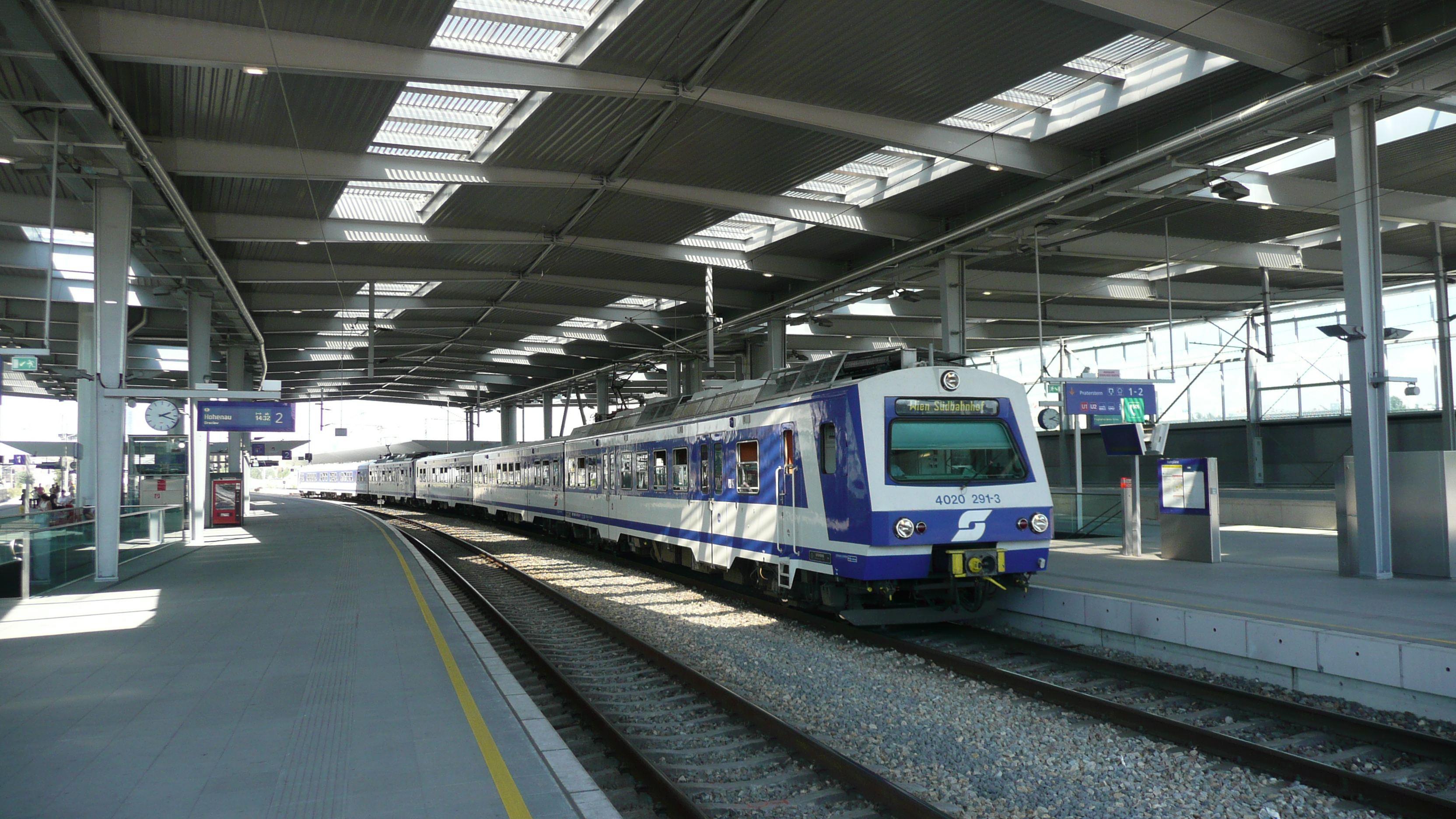
Nádraží Wien Praterstern – interiér haly nástupišť

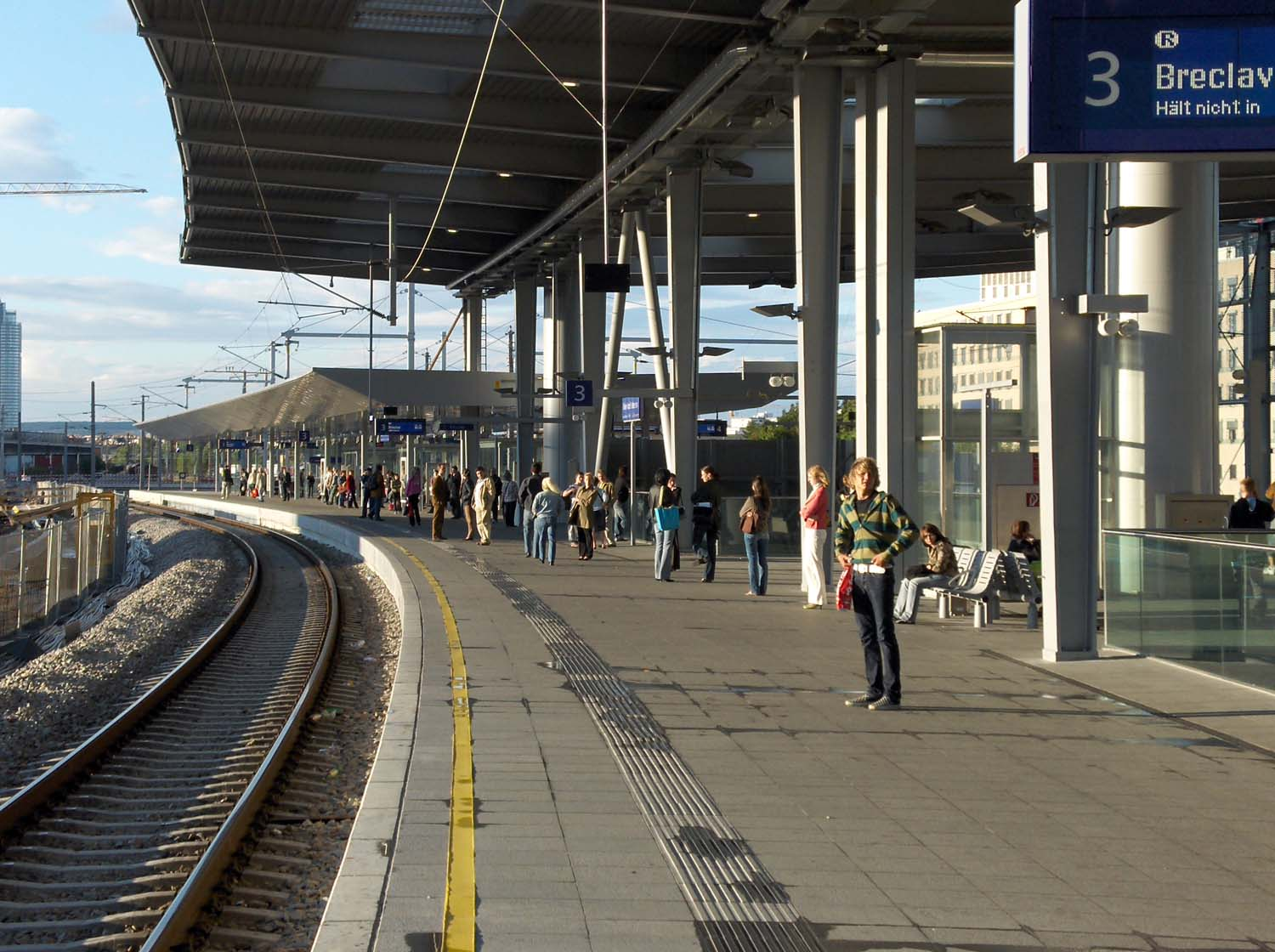
Nádraží Wien Praterstern – 3. nástupiště směr ČR (od roku 2012, po převedení provozu na pravostranný, na toto nástupiště jezdí vlaky mj. ve směru z ČR)

Nádraží je v současnosti jednoduchým průjezdným nádražím které sdílí jak průběžné trati železnice (ÖBB), tak tratě S-Bahnu vídeňského dopravního regionu. Při poslední modernizaci byl rovný přímý tvar nástupišť změněn na nástupiště v mírném oblouku se 4 nástupními hranami a 4 kolejemi. Střední ostrovní nástupiště jsou značně široká (11 m) a komfortní. Při poslední přestavbě došlo k redukci nástupišť a sjednocení výšky (nivelety) dříve ve výšce rozdílných kolejí drážních a S-Bahnu. Výška nástupních hran je 550 mm nad temenem kolejnice a je maximálně komfortní. Niveleta temene kolejnice nad úrovní uličního terénu je velká, v důsledku čehož je nádraží, a s ním spojené drážní těleso jen malou bariérou mezi částmi města na jedné i druhé straně. Průchody a průjezdy jsou o velké světlé výšce a umožňují dobrou optickou i prostorovou komunikaci (spojitost).
Délky nástupišť:
| Číslo       | Délka |
| ----------- | ----- |
| Bahnsteig 1 | 214 m |
| Bahnsteig 2 | 216 m |
| Bahnsteig 3 | 214 m |
| Bahnsteig 4 | 216 m |

Nádraží odbavuje jak soupravy státní železnice ÖBB tak i soupravy městské rychlodráhy S-Bahn, operující ve Vídni a přilehlých územích ve správě Dopravního sdružení region Ost (Verkehrsverbund Ost-Region – VOR).

## Název nádraží
- Nádraží bylo zprovozněno pod názvem Wien Nordbahnhof.
- V období 1. června 1959 – 31. srpna 1975 neslo název Wien Praterstern.
- V období 1. září 1975 – 9. prosince 2006 neslo název Wien Nord.
- Od 10. prosince 2006 nese opět název Wien Praterstern.